# Stazione di Porto Trindade
La stazione di Porto Trindade era la stazione ferroviaria di arrivo delle ferrovie di Guimarães e della Porto-Póvoa-Famalicão a servizio della città di Porto, in Portogallo. Aveva sostituito la precedente Porto Boavista. Fu chiusa e demolita nel 2001.

## Storia
Nonostante fosse una delle stazioni principali di Porto, la stazione Boavista era piuttosto decentrata rispetto al centro urbano per cui si pensò a costruire una nuova stazione a Trindade, nel centro cittadino.
Nel gennaio del 1933 era già in costruzione il tratto di accesso a Trindade con un bivio da Boavista; la stazione nuova di Porto Trindade venne inaugurata il 30 ottobre 1938 divenendo la stazione terminale della rete per i servizi viaggiatori su Vila do Conde, Póvoa de Varzim, Vila Nova de Famalicão, Maia e Guimarães.
Il 28 aprile 2001 la tratta ferroviaria Trindade-Senhora da Hora e l'edifício principale della stazione vennero chiusi all'esercizio per il cambio di scartamento da metrico a normale in vista dell'utilizzo per la Metro do Porto. La stazione di Trindade venne demolita nel corso del 2001.

## Traffico
Nel 1985 la stazione movimentava 133 convogli giornalieri feriali e 50 nei giorni festivi.